# Мигунов Андрій Павлович
Андрій Павлович Мигунов (рос. Андрей Павлович Мигунов; 14 серпня 1964, Саришево, РРФСР — 28 листопада 2023, Луганська область, Україна) — російський офіцер, підполковник ЗС РФ. Герой Російської Федерації.

## Біографія
В 1981 році закінчив саришевську середню школу і вступив в Камишинське вище військове будівельне командне училище. Після закінчення училища в 1985 році служив в радянській армії. В 1985/87 роках брав участь у війні в Афганістані, командир автомобільного взводу. З 2001 року — військовий комісар Гафурійського району. В 2006 році звільнився в запас.
17 травня 2023 року підписав контракт і був призначений командиром танкового батальйону імені Сергія Зоріна 31-го мотострілецького полку «Башкортостан» 67-ї мотострілецької дивізії. Учасник вторгнення в Україну, бився в Луганській області. Загинув у бою. 18 грудня 2023 року був похований в селі Красноусольський.

## Нагороди
Отримав численні нагороди, серед яких:
- Медаль «За бойові заслуги»
- Медаль «70 років Збройних Сил СРСР»
- Медаль «За відзнаку у військовій службі» 3-го, 2-го і 1-го ступеня (20 років)
- Медаль Жукова
- Орден генерала Шаймуратова (грудень 2023, посмертно)
- Звання «Герой Російської Федерації» (22 січня 2024, посмертно) — «за мужність і героїзм, проявлені під час виконання військового обов'язку.» 21 березня медаль «Золота зірка» була вручена рідним Мигунова головою Башкортостану Радієм Хабіровим.